# 中国管区警察局
中国管区警察局（ちゅうごくかんくけいさつきょく）は、かつて存在した警察庁の地方機関である管区警察局の一つ。中国地方の鳥取県警察、島根県警察、岡山県警察、広島県警察、山口県警察の5県警を指導し、広域捜査の調整をしていた。局長は警視監。
2019年度（平成31年）4月、四国管区警察局と統合され「中国四国管区警察局」となった。

## 所在地
- 広島県広島市中区上八丁堀6-30 広島合同庁舎1号館

## 沿革
- 2007年（平成19年）4月1日：総務監察部と広域調整部を総務監察・広域調整部に統合
- 2019年（平成31年）4月1日 : 中国管区警察局を廃止し、四国管区警察局と統合させ中国四国管区警察局を設置した。

## 組織
- 総務監察・広域調整部
  - 首席監察官
    - 監察官（二人）

  - 警務課
  - 監察課
  - 会計課
  - 広域調整第一課
  - 広域調整第二課
  - 指導官
  - 高速道路管理官
  - 災害対策官
  - 外事技術調査官
- 情報通信部
  - 通信庶務課
  - 機動通信課
  - 通信施設課
  - 情報技術解析課
- 島根県情報通信部
- 鳥取県情報通信部
- 岡山県情報通信部
- 広島県情報通信部
- 山口県情報通信部
- 中国管区警察学校（広島市）
  - 庶務部
    - 庶務課
    - 会計課

  - 教務部
    - 教務科
    - 生活安全刑事教官室
    - 交通警備教官室

  - 指導部
    - 学生科
    - 警務術科教官室

## 歴代局長
- 堀川和洋(1994.8.24-1995.8.17)
- 大園猛志（ - 2008.3.1)
- 篠宮隆（2008.3.1 - 2009.2.23）
- 勝浦敏行（2009.2.23 - 2010.3.26）
- 宮越極（2010.3.26 - 2011.3.22）
- 原田宗宏（2011.3.22 - 2012.4.1）
- 江原伸一（2012.4.1 - 2013.4.1）
- 永野賢治（2013.4.1 - 2014.3.1）
- 鎌田聡（2014.3.1 - 2015.3.20）
- 大庭靖彦（2015.3.20 - 2016.3.25）
- 齊藤良雄（2016.3.25 - 2017）
- 杉山芳朗（2018 - 2019.3.21）
- 鈴木三男（2019.3.22 - 2019.4.1）